# Référendum chilien de 1978
 (mai 2011).
Améliorez-le ou discutez des points à vérifier. 

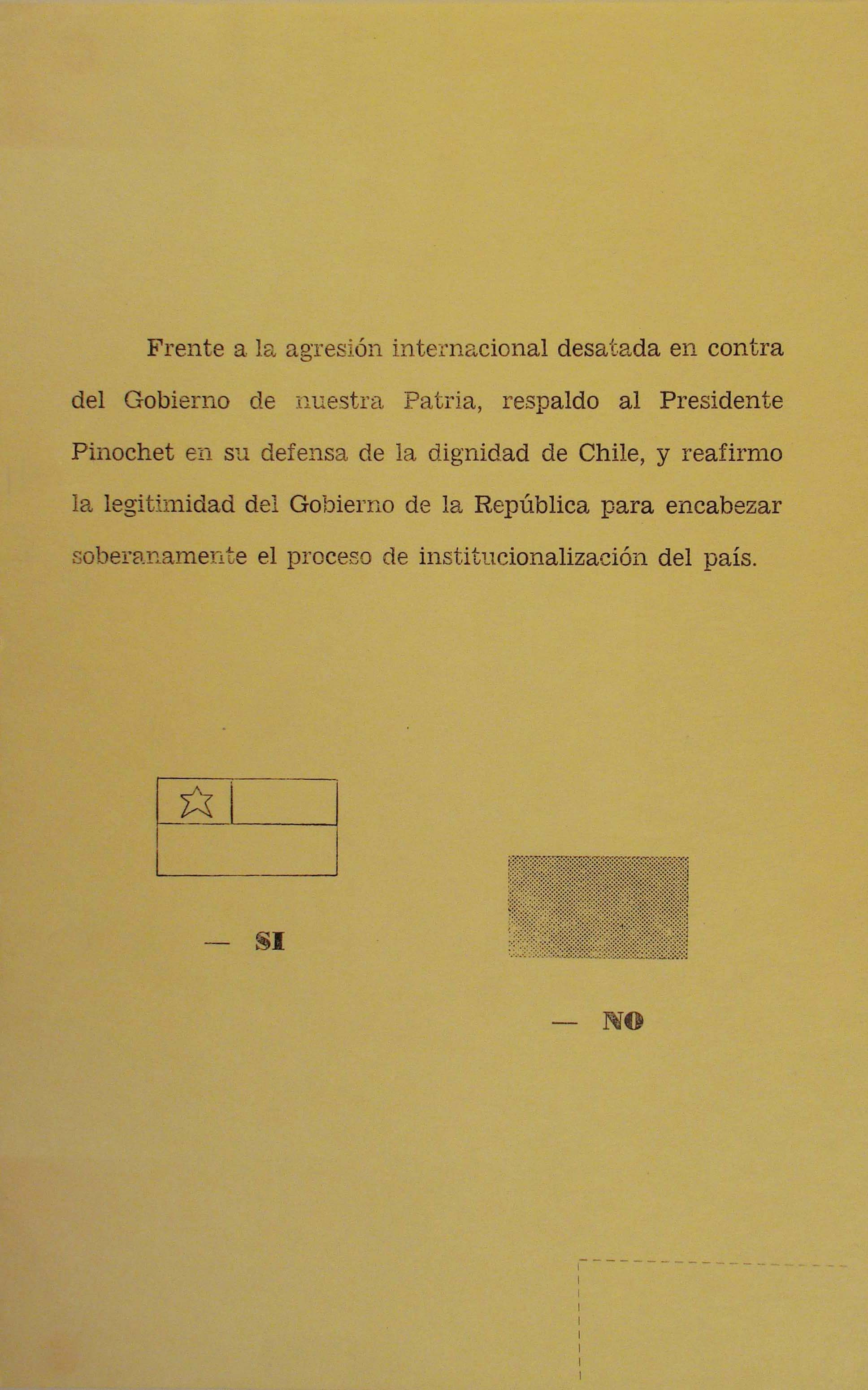
Référendum chilien de 1978

Le plébiscite de 1978 est un référendum organisé au Chili le 4 janvier 1978 par le général Augusto Pinochet pour légitimer et obtenir un soutien populaire a la dictature militaire qui gouvernait le pays depuis 1973.

## Question soumise à référendum
« Face à l'agression internationale lancée contre le gouvernement de notre patrie, j'appuie le général Pinochet dans sa défense de la dignité du Chili, et je réaffirme la légitimité du gouvernement de la République à diriger souverainement le processus d'institutionnalisation du pays ».

## Contexte
Après la condamnation en décembre 1977 par l'Assemblée générale des Nations unies, par 95 voix contre 14 et 12 abstentions, du « régime militaire pour ses abus en matière de droit de l'homme » Pinochet avait décidé d'organiser un plébiscite, mettant ainsi les autres membres de la junte devant le fait accompli, le général Gustavo Leigh dénonçant le « caractère plébiscitaire de la consultation » et le risque de nuire au prestige de l'armée.
Deux membres de la junte ratifièrent la consultation, l'opposition soulignant de ce fait le caractère illégitime de celle-ci alors que les partis de gauche (interdits), la presse et l'épiscopat émettaient des réserves ou condamnaient le projet. 
Un sondage Gallup « réalisé dans des conditions scientifiques normales » effectués le 29 décembre 1977 annonce un pourcentage de 70 % favorables à Pinochet.
La question soumise au plébiscite ne fut publiée que 24 heures à l'avance, en raison notamment de problèmes constitutionnels et juridiques soulevées par le contrôleur général (sur le départ), Héctor Humeres, mais vite ignoré par son successeur, Sergio Fernández. Si une seule réponse était possible, la question biscornue était composée de deux propositions que le peuple chilien devait accepter ou rejeter en bloc. La première proposition concernait le « soutien au chef de l'état dans sa défense sur la dignité du Chili » alors que la seconde voulait faire reconnaitre une « légitimité du gouvernement militaire ».

## Organisation du plébiscite
Le vote fut obligatoire.
Le bulletin présentait un drapeau chilien uniquement en face de la case Si. Le gouvernement affirma avoir reçu 75 % des voix en sa faveur contre 20 % auxquels s'ajoutaient un peu plus de 4 % de bulletins nuls. L'abstention atteignit 8,5 % en dépit de l'absence de registre électoral pour la contrôler.
| Proposition (alternative) | Voix      | %       |
| ------------------------- | --------- | ------- |
| « Sí »                    | 4 012 023 | 75 %    |
| « No »                    | 1 092 226 | 20,41 % |
| Bulletins nuls ou blancs  | 244 923   | 4,59 %  |
| Total                     | 5 349 172 | 100 %   |

## Réactions de la presse étrangère
Ces résultats furent dénoncés comme une « cynique mascarade », une « parodie dérisoire de démocratie » ou une « farce électorale » par la presse étrangère, notamment européenne et française. Des journalistes reprochent même avec ironie le score attribué à Pinochet, lequel ne saurait pas bourrer les urnes « comme tout dictateur qui connait son métier ». Néanmoins quelques journaux étrangers fustigent le comportement des exilés chiliens pour avoir fait le jeu de Pinochet alors que certains journalistes comme Jacques Richard dans L'Aurore estiment que pendant 15 jours, le pays avait connu une intense campagne électorale et que la presse avait retrouvé pendant ce laps de temps sa liberté d'opinion.